# El México que se nos fue
El México Que se Nos Fue es el vigésimo tercer álbum de estudio del cantautor mexicano Juan Gabriel, lanzado al mercado por Sony BMG el 19 de junio de 1995. 
E álbum fue ganador al Premio Lo Nuestro a Álbum Regional Mexicano del Año.

## Lista de canciones[2]
Todas las canciones escritas y compuestas por Juan Gabriel. 
| N.º | Título                     | Duración |  |
| 1.  | «Cuando Estoy en el Campo» | 3:47     |  |
| 2.  | «El Hijo de Mi Compadre»   | 2:38     |  |
| 3.  | «Mi Bendita Tierra»        | 3:33     |  |
| 4.  | «Juan y María»             | 3:09     |  |
| 5.  | «La Herencia»              | 3:07     |  |
| 6.  | «El Palo»                  | 3:10     |  |
| 7.  | «Muerto en Vida»           | 3:31     |  |
| 8.  | «El Recurso»               | 3:21     |  |
| 9.  | «Canción 187»              | 2:06     |  |
| 10. | «El México Que Se Nos Fue» | 4:36     |  |